# 匈牙利舞曲
《匈牙利舞曲》（德語：Ungarische Tänze）是由约翰内斯·布拉姆斯创作的一组21首主要以匈牙利主题为基础的欢快舞曲，完成于1869年。每一首的长度大约为1－4分钟。舞曲中有布拉姆斯最受欢迎的作品，並也是他所获盈利最多的作品。
舞曲中只有第11、14和16号舞曲是完全原创的作品。而最知名的是F♯小调匈牙利舞曲第5号（管弦乐版是G小调），但这是以貝拉·克勒的查尔达什“Bártfai emlék”为基础创作的，而布拉姆斯误将其当成了一首传统民歌。

## 背景

### 出版
作品在布拉姆斯生前並未正式出版，目前被編為無編號作品（WoO）第1號。

## 分析
- 第一輯（1869年出版）

1. in G minor: Allegro molto
2. in D minor: Allegro non assai – Vivace
3. in F major: Allegretto
4. in F minor (F♯ minor for orchestra): Poco sostenuto – Vivace
5. in F♯ minor (G minor for orchestra): Allegro – Vivace

- 第二輯（1869年出版）

1. in D♭ major (D major for orchestra): Vivace# in A major (F major for orchestra): Allegretto – Vivo
2. in A major (F major for orchestra): Allegretto – Vivo
3. in A minor: Presto
4. in E minor: Allegro ma non troppo
5. in E major (F major for orchestra): Presto

- 第三輯（1880年出版）

1. in D minor: Poco andante
2. in D minor: Presto
3. in D major: Andantino grazioso – Vivace
4. in D minor: Un poco andante
5. in B♭ major: Allegretto grazioso
6. in F minor: Con moto – F major: Presto

- 第四輯（1880年出版）

1. in F♯ minor: Andantino – Vivace# in D major: Molto vivace
2. in D major: Molto vivace
3. in B minor: Allegretto
4. in E minor: Poco allegretto – Vivace
5. in E minor: Vivace – E major: Più presto

## 改编
每首舞曲都被编成不同的乐器演奏和合唱。布拉姆斯最初编写了钢琴四手联弹版本，后来又将前10个舞曲编排为钢琴独奏。
布拉姆斯为第1、3、10号进行了管弦乐编曲。其他作曲家编排了其它舞曲。这些作曲家包括安东宁·德沃夏克、Andreas Hallén（第2号）、帕維爾·尤昂（第4号）、Martin Schmeling（第5至7号）、 Hans Gál（第8至9号）和Albert Parlow（第11至16号）。德沃夏克编排了最后的舞曲。伊万·费舍尔编排了全套。

## 商業錄音
- 利奥波德·斯托科夫斯基和费城交响乐团最早合作的唱片是专门演奏匈牙利舞曲第5号和第6号。其由Victor Talking Machine Company[譯名請求]于1917年在美国新泽西州肯顿录制。
- 波士顿流行管弦乐团和指挥家Arthur Fiedler[譯名請求]在波士顿交响乐大厅录制了匈牙利舞曲第5号和第6号。匈牙利舞曲第5号录制于1950年6月25日。其由RCA Victor在美国以目录编号10-3254B发行，EMI以其唱片公司HMV以目录编号B 10631发行。匈牙利舞曲第6号于1950年6月16日录制。其由RCA Victor在美国以目录编号10-3244B发行，EMI以其唱片公司HMV以目录编号B 10631发行。唱片使用了78转碟片，其由Albert Parlow编曲。
- 作为Katchen的勃拉姆斯钢琴作品唱片补完计划，Julius Katchen[譯名請求]和Jean-Pierre Marty[譯名請求]在1960年代完全录制了组曲。Aloys and Alfons Kontarsky[譯名請求]在1976年为德意志留声机公司录制了舞曲，原版以密纹光碟目录编号2530 710发行。法国二人钢琴家Labèque姐妹在1981年为飞利浦唱片完整录制了舞曲，目录编号为416 4592。
- 克劳迪奥·阿巴多和维也纳爱乐乐团在1982年为德意志留声机公司完整管弦乐版本的数字唱片，密纹光碟版编号为410 615-1，CD版编号为410 615-2。

## 影響
- 匈牙利舞曲和同样盈利的和流行的安东宁·德沃夏克的斯拉夫舞曲有许多相似之处，并可能对后者产生了影响。
- 勃拉姆斯的《匈牙利舞曲》影响了拉格泰姆的发展[5]。如德裔美国钢琴教师朱利叶斯·魏斯对拉格泰姆作曲家斯科特·乔普林的早期生活和生涯中有着一定影响。
- 匈牙利舞曲第5号在电影《大独裁者》中出现，查理·卓别林饰演的角色在给一个男人剃发时播放了这个曲调。
- 歌曲还出现在Friz Freleng的卡通——三只小猪的一个版本《波尔卡的猪》中。
- 讽刺歌手艾伦·薛曼在他以不同烹饪方式为主题的歌曲《匈牙利炖牛肉》中使用了该曲调。
- 匈牙利舞曲第5号最作为英国说唱歌手格林教授歌曲《上普顿舞蹈》的背景音乐。
- 舞曲还在动画情景喜剧《辛普森一家》第22季12集中出现。
- 在2004年发行的中国内地电视剧《血色浪漫》中，匈牙利舞曲第4号的改编版本多次作为插曲在剧中出现。
- 日本NHK教育频道节目《躲猫猫！》于2022年4月4日播出新曲《蹦蹦跳动物派对》（ピョンピョンアニマルパーティー），是由《匈牙利舞曲第五号》的曲调改编而来[6][7]。
- 知名DJ Alan Walker在單曲 《Lovesick》中的開頭便是使用《匈牙利舞曲第五号》的曲调改编而來

## 軼事
- 1889年10月25日，美国发明家托马斯·爱迪生的代表西奥·旺格曼（英语：Adelbert Theodor Wangemann）来到维也纳，与勃拉姆斯合作录制了一张试验性的LP录音。勃拉姆斯在钢琴上演奏了一小段他的第一首匈牙利舞曲，尽管录音开头的语音简介清晰可辨，音乐本身却被噪音淹没；斯坦福大学曾试图改进过录音质量[8]。这是最早的一张知名作曲家本人的录音，然而对于开头简介的声音是旺格曼还是勃拉姆斯仍有争议[9]。